# Philippe Vercruysse
Pour les articles homonymes, voir Vercruysse.
Philippe Vercruysse est un footballeur international français, né le 28 janvier 1962 à Saumur. Il évolue au poste de milieu offensif du début des années 1980 au début des années 2000.
Formé au RC Lens, il joue ensuite aux Girondins de Bordeaux, avec qui il remporte le titre de champion de France en 1987, puis à l'Olympique de Marseille où il remporte trois nouveaux titres de champion. Après des passages au Nîmes Olympique, de nouveau aux Girondins de Bordeaux puis au FC Metz, il évolue deux saisons dans le club suisse du FC Sion. Ses trois derniers clubs sont le RC Lens, Al Hilal Riyad et l'Étoile Carouge.
Il compte douze sélections pour un but inscrit en équipe de France avec qui il remporte la Coupe intercontinentale des nations en 1985 et termine troisième de la Coupe du monde 1986.

## Biographie

### Formation et débuts au RC Lens
Grand espoir du football français, ce milieu de terrain offensif éclot au RC Lens au début des années 80. Techniquement doué, il s'impose comme l'une des pièces-maîtresses de l'équipe artésienne, en tant que meneur de jeu. Son entente implicite et naturelle avec l'attaquant de pointe Daniel Xuereb a permis au RC Lens d'offrir un spectacle de qualité et offensif à son public. Ses performances l'amènent à être sélectionné chez les Bleus.

### Les succès aux Girondins de Bordeaux et à l'Olympique de Marseille
Après un passage fructueux par Bordeaux, où il contribue au titre de champion de France de 1987, il rejoint l'Olympique de Marseille et redevient champion de France trois saisons de suite (1989, 1990 et 1991). Il est reconnu par Franz Beckenbauer, alors entraîneur de l'OM, comme l'un des plus grands numéros 10 au monde.

### Passage au Nîmes Olympique (1991-1993)
À l'été 1991, il rejoint le Nîmes Olympique où il évoluera deux saisons. Le club nîmois de retour en D1 après 7 années d'absence recrute fort pour s'ancrer dans l'élite : Cantona, Vercruysse, Ayache, Lemoult. Cependant les résultats tardent à venir et le club ne se maintient que lors de l'avant dernière journée. La saison suivante est encore plus difficile, puisque Nîmes redescend en deuxième division. Joueur préféré des supporters nîmois malgré des performances en dents de scie, il quitte le club gardois en 1993 après la descente en D2. Il marquera le plus beau but de sa carrière sous le maillot crocodile, d'une reprise de volée lors d'un déplacement au Paris SG (victoire 3-2). En deux saisons, il joue 61 matchs et marque tout de même 14 buts.
Vercruysse regrettera de cette époque que le club ne se soit pas renforcé au terme de la première saison, mais garde un bon souvenir de ses années nîmoises et dément les rumeurs de mauvaise ambiance dans le vestiaire du club gardois.

### Une saison aux Girondins de Bordeaux (1993-1994)
Nîmes relégué, il doit donc quitter le Gard. Direction les Girondins de Bordeaux, avec un autre Nîmois, le gardien Lionel Perez.
S'ensuit une saison ou il anime le jeu girondin aux côtés de Zinedine Zidane. Encore une fois, il est l'auteur de belles prestations puisqu'il marque 12 buts en 43 matchs.

### Puis une au FC Metz (1994-1995)
Il poursuit son parcours en France par une saison au FC Metz, où il accompagne l'éclosion de jeunes talents comme Robert Pirès ou Cyrille Pouget alors à l'aube de leur carrière respective. Il arrive dans un club en crise pour encadrer les jeunes pousses messines, et le club finit à un point d'une place qualificative en coupe d'Europe.

### Départ à Sion (1995- janvier 1997)
Il quitte la France pour le FC Sion en Suisse, avec lequel il connaît la Coupe des Coupes. Il remporte la Coupe en 1996. La saison suivante, il participe au succès du club en championnat, même s'il ne dispute pas la phase finale de la compétition.

### Retour au RC Lens (1997)
En janvier 1997, son club formateur, le RC Lens, le rappelle pour aider le club nordiste à se sauver de la relégation en division 2. Vercruysse amène son savoir-faire, et c'est mission accomplie puisque Lens termine 13e.
En 2022, le magazine So Foot le classe dans le top 1000 des meilleurs joueurs du championnat de France, à la 102e place.

### Équipe de France
Appelé en équipe de France une première fois en 1983, il ne participe pas à l'Euro 1984 victorieux mais réintègre les Bleus pour la Coupe du monde 1986. Cantonné à un rôle de remplaçant, il dispute la demi-finale contre la RFA en remplaçant en cours de match Alain Giresse, mais dispute intégralement la « petite finale » victorieuse contre la Belgique. Alors âgé de 24 ans, il est  présenté comme le successeur de Michel Platini, mais ne confirmera pas, notamment à cause de pépins physiques. Il compte également une sélection en équipe de France B obtenue en 1988. Lors de la saison 1990/91, Philippe, revenu à son meilleur niveau et alors titulaire indiscutable au poste de meneur de jeu de l'OM, est retenu par le sélectionneur Michel Platini en vue d'un match contre la Tchécoslovaquie en octobre. Malheureusement, une légère blessure l'empêchera d'honorer cette sélection. Michel Platini ne lui redonna pas sa chance. Gérard Houllier, son successeur à la tête des Bleus, l'ignora complètement.

## Palmarès
Philippe Vercruysse est, avec les jeunes cadets du RC Lens, champion de France en 1978 puis, avec les juniors, finaliste de la Coupe Gambardella en 1983. Avec les séniors du club, la meilleure place en championnat est la quatrième obtenue en 1983.
Sous les couleurs des Girondins de Bordeaux, il remporte le championnat en 1987 et termine vice-champion en 1988. Demi-finaliste de la Coupe des Coupes en 1987. Il ne dispute pas la finale de la Coupe de France remportée la même année par le club,.
Transféré à l'Olympique de Marseille, il remporte trois nouveaux titres de champion de France en 1989, 1990 et 1991. Demi-finaliste de la Coupe d'Europe des clubs champions en 1990, il est en 1991, finaliste de la Coupe d'Europe des clubs champions. Il gagne également la Coupe de France en 1989 avec le club marseillais et est finaliste de la compétition en 1991. Au total, il dispute en championnat de France 458 matches pour 102 buts inscrits.
Avec le club suisse du FC Sion, après avoir terminé vice-champion en 1996, il participe à la victoire en championnat de Suisse en 1997 mais ne dispute pas la phase finale de la compétition. Cette même année le club remporte la Coupe de Suisse, mais il ne participe pas à la finale. En 1997-1998, il évolue au Al Hilal Riyad qui remporte en fin de saison le championnat.

## Statistiques
Le tableau ci-dessous retrace la carrière de Philippe Vercruysse en tant que joueur professionnel.

| Saison                | Club                   | Championnat           | Championnat | Championnat | Coupe nationale | Coupe nationale | Coupe de la Ligue | Coupe de la Ligue | Compétition(s) continentale(s) | Compétition(s) continentale(s) | Compétition(s) continentale(s) | France | France | Total | Total |
| Saison                | Club                   | Division              | M.          | B.          | M.              | B.              | M.                | B.                | Comp.                          | M.                             | B.                             | M.     | B.     | M.    | B.    |
| 1980-1981             | RC Lens                | Division 1            | 9           | 0           | 2               | 0               | -                 | -                 | -                              | -                              | -                              | -      | -      | 11    | 0     |
| 1981-1982             | RC Lens                | Division 1            | 35          | 6           | 1               | 0               | -                 | -                 | -                              | -                              | -                              | -      | -      | 36    | 6     |
| 1982-1983             | RC Lens                | Division 1            | 36          | 10          | 3               | 1               | -                 | -                 | -                              | -                              | -                              | 1      | 0      | 40    | 11    |
| 1983-1984             | RC Lens                | Division 1            | 28          | 4           | 6               | 0               | -                 | -                 | C3                             | 6                              | 0                              | -      | -      | 40    | 4     |
| 1984-1985             | RC Lens                | Division 1            | 36          | 12          | 5               | 2               | -                 | -                 | -                              | -                              | -                              | -      | -      | 41    | 14    |
| 1985-1986             | RC Lens                | Division 1            | 34          | 9           | 6               | 4               | -                 | -                 | -                              | -                              | -                              | 4      | 1      | 44    | 14    |
| 1986-1987             | Girondins de Bordeaux  | Division 1            | 26          | 8           | 8               | 2               | -                 | -                 | C2                             | 6                              | 3                              | 3      | 0      | 43    | 13    |
| juil.-août 1987-1988  | Girondins de Bordeaux  | Division 1            | 3           | 0           | -               | -               | -                 | -                 | -                              | -                              | -                              | -      | -      | 3     | 0     |
| sept.-juin 1987-1988  | RC Lens                | Division 1            | 20          | 4           | 6               | 3               | -                 | -                 | -                              | -                              | -                              | 1      | 0      | 27    | 7     |
| 1988-1989             | Olympique de Marseille | Division 1            | 35          | 7           | 10              | 2               | -                 | -                 | -                              | -                              | -                              | 3      | 0      | 48    | 9     |
| 1989-1990             | Olympique de Marseille | Division 1            | 36          | 9           | 4               | 2               | -                 | -                 | C1                             | 6                              | 1                              | -      | -      | 46    | 12    |
| 1990-1991             | Olympique de Marseille | Division 1            | 28          | 5           | 5               | 5               | -                 | -                 | C1                             | 7                              | 5                              | -      | -      | 40    | 15    |
| 1991-1992             | Nîmes Olympique        | Division 1            | 26          | 6           | 2               | 0               | -                 | -                 | -                              | -                              | -                              | -      | -      | 28    | 6     |
| 1992-1993             | Nîmes Olympique        | Division 1            | 33          | 8           | -               | -               | -                 | -                 | -                              | -                              | -                              | -      | -      | 33    | 8     |
| 1993-1994             | Girondins de Bordeaux  | Division 1            | 34          | 9           | 3               | 0               | -                 | -                 | C3                             | 5                              | 3                              | -      | -      | 42    | 12    |
| juil.-août 1994-1995  | Girondins de Bordeaux  | Division 1            | 1           | 0           | -               | -               | -                 | -                 | -                              | -                              | -                              | -      | -      | 1     | 0     |
| sept.-juin 1994-1995  | FC Metz                | Division 1            | 26          | 4           | 4               | 0               | 1                 | 0                 | -                              | -                              | -                              | -      | -      | 31    | 4     |
| 1995-1996             | FC Sion                | LNA                   | 26          | 6           | 2               | 1               | -                 | -                 | C2                             | 3                              | 0                              | -      | -      | 31    | 7     |
| juil.-déc. 1996-1997  | FC Sion                | LNA                   | 21          | 8           | -               | -               | -                 | -                 | C2                             | 5                              | 3                              | -      | -      | 26    | 11    |
| jan.-juin 1996-1997   | RC Lens                | Division 1            | 12          | 1           | 2               | 1               | 2                 | 1                 | -                              | -                              | -                              | -      | -      | 16    | 3     |
| 1997-1998             | Al-Hilal FC            | Saudi PL              | -           | -           | -               | -               | -                 | -                 | -                              | -                              | -                              | -      | -      | NC    | NC    |
| 1998-1999             | Étoile Carouge         | LNB                   | 24          | 10          | 2               | 0               | -                 | -                 | -                              | -                              | -                              | -      | -      | 26    | 10    |
| 1999-2000             | Étoile Carouge         | LNB                   | 10          | 1           | 1               | 0               | -                 | -                 | -                              | -                              | -                              | -      | -      | 11    | 1     |
| Total sur la carrière | Total sur la carrière  | Total sur la carrière | 539         | 127         | 72              | 23              | 3                 | 1                 | -                              | 38                             | 15                             | 12     | 1      | 664   | 167   |

### Sélections en équipe de France
Philippe Vercruysse a été sélectionné à 12 reprises en équipe nationale. Il a notamment participé à la Coupe du monde 1986.
| Date              | Match                  | Compétition                 | Score |                               |
| ----------------- | ---------------------- | --------------------------- | ----- | ----------------------------- |
| 31 mai 1983       | Belgique-France        | Amical                      | 1-1   | entrée en jeu à la 86e minute |
| 26 mars 1986      | France-Argentine       | Amical                      | 2-0   | marque à la 80e minute        |
| 5 juin 1986       | France-URSS            | Coupe du monde 1986         | 1-1   | entrée en jeu à la 83e minute |
| 25 juin 1986      | RFA-France             | Coupe du monde 1986         | 2-0   | entrée en jeu à la 71e minute |
| 28 juin 1986      | France-Belgique        | Coupe du monde 1986         | 4-2   |                               |
| 19 août 1986      | Suisse-France          | Amical                      | 2-0   |                               |
| 10 septembre 1986 | Islande-France         | Qualif. Euro 1988           | 0-0   |                               |
| 11 octobre 1986   | France-URSS            | Qualif. Euro 1988           | 0-2   | entrée en jeu à la 87e minute |
| 27 avril 1988     | Irlande du Nord-France | Amical                      | 0-0   |                               |
| 24 août 1988      | France-Tchécoslovaquie | Amical                      | 1-1   | entrée en jeu à la 64e minute |
| 22 octobre 1988   | Chypre-France          | Qualif. Coupe du monde 1990 | 1-1   | entrée en jeu à la 72e minute |
| 7 février 1989    | Rép. d'Irlande-France  | Amical                      | 0-0   | entrée en jeu à la 67e minute |